# Grunewald (Schiff, 1912)
Die Grunewald war ein von der Werft Bremer Vulkan gebauter Dampfer für den Westindien-/Mittelamerika-Dienst der Hamburg-Amerikanische Packetfahrt-Actien-Gesellschaft (Hapag). Der Gebrauch von Namen mit der Endung „wald“ war auf dieser Route 1907 für Frachtschiffe mit einer Passagiereinrichtung eingeführt worden. Die Grunewald war das Typschiff einer Serie von vier auf deutschen Werften bestellten Wald-Dampfern der Hapag.
Das seit 1914 in Colón aufliegende Schiff wurde 1917 vom US Shipping Board beschlagnahmt und erhielt den Namen General G. W. Goethals. Als 1927 die Munson Line das Schiff kaufte, benannte sie es in Munorleans um.
1936 wurde die ehemalige Grunewald in Ardrossan verschrottet.

## Baugeschichte
Das Zielgebiet Westindien und Mittelamerika war das zweitälteste der Hapag. Erste Versuche, dorthin einen Passagierdienst aufzubauen, begannen 1871 und wurden 1878 aufgegeben und es blieb nur ein Frachtdienst. Nach der Jahrhundertwende begann ein erneuter Versuch der Hapag mit dem Ankauf ganzer Reedereien, wie dem Ankauf der britischen Atlas-Linie 1901, die zwischen New York und Westindien verkehrte und der Schaffung einer Passagierlinie von Hamburg nach Mexiko 1903 mit neuen Schiffen der Prinzen-Klasse. Wie beim ersten Versuch wurde das damals dänische Saint Thomas erster Anlaufpunkt in der Karibik. Dort wurde mit der Präsident ein kleiner Zubringer-Passagierdampfer stationiert und neben älteren Schiffen aus anderen Fahrtgebieten kamen mit den 1905 von der Reiherstieg-Werft neu gelieferten Dania und Bavaria von 3898 BRT auch moderne Schiffe zum Einsatz. 1907 erweiterte sich der Schiffspark erheblich, als die Hapag  von ihrem bisherigen Partner, der dänischen Reederei Det Østasiatiske Kompagni, den Westindien-Liniendienst einschließlich dreier Schiffe  übernahm, die die Namen Niederwald, Odenwald und Sachsenwald erhielten.
Nach den drei umbenannten Ankäufen aus Dänemark wurden 1908 noch drei Schiffe von der Furness Shipbuilding Company in Hartlepool gekauft, die als Westerwald, Spreewald und Frankenwald in Dienst kamen.
Die beim Bremer Vulkan 1911 bestellte Grunewald war das Typschiff einer dritten Serie von vier auf deutschen Werften bestellten Wald-Dampfern der Hapag. Auf derselben Werft entstand noch die Wasgenwald, die nach dem Krieg als Grunewald zur Hapag zurückkam. Schichau lieferte die Schwarzwald und die Flensburger SchiffbauG, von der zwei der ehemals dänischen Schiffe stammten, baute die Steigerwald.
Die im Dezember 1911 vom Stapel gelaufene Grunewald wurde als erstes Schiff der Serie im Januar 1912 ausgeliefert und nahm mit ihrer Jungfernreise am 4. Februar 1912 ihre Fahrten von Hamburg nach Mittelamerika auf. Alle 10 Wald-Schiffe der Hapag blieben bis zum Kriegsausbruch auf den Linien in die Karibik im Dienst, wurde aber vorrangig als reine Frachter eingesetzt.

## Unter amerikanischer Flagge
Die Grunewald wurde bei Kriegsausbruch in Colon aufgelegt. Als die USA 1917 in den Ersten Weltkrieg eintraten, beschlagnahmten sie auch die deutschen Schiffe in Panama. Das Schiff wurde der Panama Railway Company zur Verfügung gestellt. Diese Gesellschaft verband vor allem New York mit dem Panamakanal und hatte Arbeiter, Versorgungsgüter und Zement an die Baustelle transportiert und Schiffe dieser Gesellschaft hatte auch als erste den Kanal durchfahren. Daneben betrieb die Gesellschaft auch eine Linie von San Francisco zum Kanal und eine Küstenlinie von Panama-Stadt nach Nicaragua, Costa Rica, San Salvador und Guatemala. Die Gesellschaft benannte die Grunewald in General G. W. Goethals um. Namensgeber war der General und Ingenieur George Washington Goethals (1858–1928), der 1906 die Leitung der Bauarbeiten am Panamakanal übernommen hatte und von 1914 bis 1917 der erste „zivile“ Gouverneur der Panamakanalzone war.

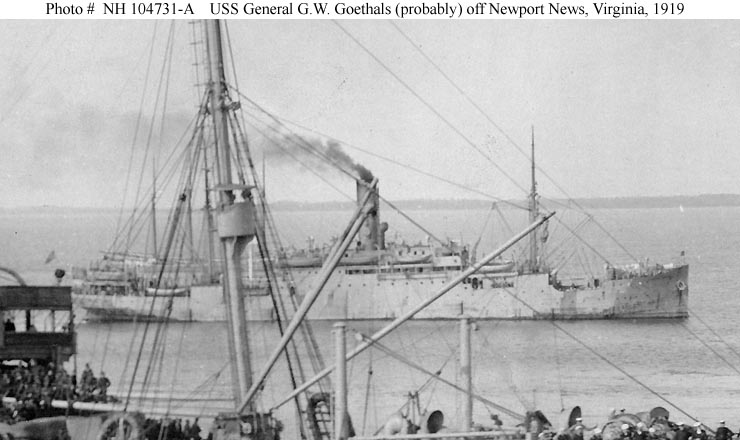
Die Grunewald als General G.W. Goethals

Am 10. März 1919 übernahm die US-Marine das Schiff als General G. W. Goethals (ID-1443) in Hoboken (New Jersey). Es wurde der Cruiser and Transport Force, deren Aufgabe die Durchführung und Sicherung der Transporte für die Einheiten der United States Army in Europa war. Die General G. W. Goethals transportierte Versorgungsgüter nach Frankreich  brachte Einheiten der American Expeditionary Forces zurück. Ihre erste Reise begann in New York am 2. April 1919 nach Bordeaux, von wo sie am 4. Mai zurückkehrte. Sie führte noch zwei weitere Reisen nach Frankreich durch und brachte fast 3000 Mann in die USA zurück. Ihre letzte Reise im Dienst der US Navy begann am 21. August 1919 in Charleston (South Carolina) mit Versorgungsgütern nach New Orleans, Cristóbal zur Panamakanalzone und nach San Juan (Puerto Rico). Am 13. September traf das Schiff wieder in New York ein und die  General G. W. Goethals wurde außer Dienst gestellt und über das United States Department of War an die Panama Railroad Steamship Company zurückgeben.
Die General G. W. Goethals verkehrte dann auf den Linien der Gesellschaft, bis sie am 10. Januar  1925 an die Universal Negro Improvement Association verkauft wurde und von deren Neugründung, der  Black Cross Navigation and Trading Co., eingesetzt werden sollte. Ein geplanter Verkehr auf der Route nach Miami kam nicht zu Stande und schließlich wurde das Schiff im März 1926 versteigert, um Liege- und Reparaturkosten zu bezahlen, wobei nur ein Viertel des ursprünglichen Kaufpreises erzielt wurde. Das Schiff wurde schließlich von der Munson Line als Munorleans in Fahrt gebracht. Diese amerikanische Reederei bediente Häfen in der Karibik und hatte schon zuvor eine Anzahl ehemals deutscher Schiffe (Großer Kurfürst, Friedrich der Große, Sierra Cordoba, Prinz Joachim) in Fahrt gebracht.

1936 wurde die ehemalige Grunewald dann nach Großbritannien zum Abbruch verkauft.

## Erneute Nutzung des NamensGrunewald
Die Hapag nutzte den Namen für zwei weitere Schiffe:

Als zweite Grunewald kam 1926 das Schwesterschiff der ersten Namensträgerin, die Wasgenwald, nach Rückkauf aus den USA auf den Westindienlinien wieder in Fahrt. Sie wurde 1932 abgebrochen.

Die dritte Grunewald war der 1951 erworbene Frachter Seapool von 4799 BRT / 1940, der schon 1953 weiterverkauft wurde.

## Schicksal der Schwesterschiffe und ihrer Vorläufer
| Stapellauf in Dienst  | Name        | Bauwerft                        | Tonnage  | Schicksal |
| 30.12.1911 28.02.1912 | Wasgenwald  | Bremer Vulkan, BauNr. 552       | 4708 BRT | März 1912 erste Reise nach Mittelamerika, 6. August 1914 im damals dänischen Saint Thomas aufgelegt, 1916 an eine US-Reederei verkauft, umbenannt in Shoshone, 1920 an Canadian SS in Montreal verkauft und umbenannt in Manoa, 1926 Rückkauf des Schiffes durch die Hapag, als Grunewald wieder in Dienst, 1932 Abbruch                                                                            |
| 29.12.1911 3.03.1912  | Steigerwald | Flensburger SG BauNr. 313       | 4836 BRT | März 1912 erste Reise nach Mittelamerika, August 1914 in Hamburg, April 1919 an Frankreich ausgeliefert, ab 1923 Dienst bei Messageries Maritimes als Amiral Pierre, 1928 umbenannt in Lapérouse, im August 1936 nach Japan zum Abbruch verkauft |
| 28.12.1911 9.03.1912  | Schwarzwald | Schichauwerke, BauNr. 861       | 4892 BRT | März 1912 erste Reise nach Mittelamerika, August 1914 in Hamburg, Sperrbrecher 9 der kaiserlichen Marine, am 9. Januar 1917 vor Borkum Riff nach Minentreffer gesunken. |
|                       | 1. Serie    | 1907                            |          | bis 26 Fahrgäste, 1907 von Det Østasiatiske Kompagni |
| 23.01.1904 3.07.1907  | Niederwald  | Burmeister & Wain, Kopenhagen   | 3490 BRT | 21. Mai 1904 als St. Thomas fertiggestellt, ab Juli 1907 im Westindien-Dienst der Hapag, August 1914 in Hamburg, Sperrbrecher 5 der kaiserlichen Marine, ab Februar 1915 Sperrbrecher 4, am 26. Februar 1917 nach Minentreffer bei Terschelling auf Strand gesetzt und am Folgetag zerbrochen |
| 12.11.1903 18.07.1907 | Odenwald    | Flensburger SG, BauNr. 232      | 3537 BRT | 18. Februar 1904 als St. Jan fertiggestellt, ab Juli 1907 im Westindien-Dienst der Hapag, am 6. August 1914 in San Juan (Puerto Rico) aufgelegt, im April 1917 von den USA beschlagnahmt, als Transporter Newport News eingesetzt, 1926 an Alaska Packers als Arctic, 1937 verschrottet |
| 7.11.1903 10.09.1907  | Sachsenwald | Flensburger SG, BauNr. 231      | 3559 BRT | 6. Januar 1904 als St. Croix fertiggestellt, ab September 1907 im Westindien-Dienst der Hapag, am 4. August 1914 in Colon (Panama) aufgelegt, im April 1917 von den USA beschlagnahmt, als Transporter General O.H. Ernst eingesetzt, 1919 an Panama Railroad verkauft, 1927 als Commercial Pilot an Moore-McCormack, 1928 nach Chile verkauft, dort als Condor, Indus und Penco bis 1948 im Dienst |
|                       | 2. Serie    | 1908                            |          | 37 bis 68 Kabinenfahrgäste, 600 Zwischendecksgäste möglich |
| 22.10.1907 2.07.1908  | Westerwald  | Furness, Withy & Co, Hartlepool | 3901 BRT | ab 1908 im Mittelamerika-Dienst der Hapag, August 1914 in Lissabon, Februar 1916 von Portugal beschlagnahmt, umbenannt in Lima, 1969 abgebrochen |
| 21.11.1907 12.09.1908 | Spreewald   | Furness, Withy & Co, Hartlepool | 3899 BRT | ab 1908 im Mittelamerika-Dienst der Hapag, August 1914 aus St. Thomas zur Versorgung deutscher Kreuzer, am 10. September 1914 von HMS Berwick aufgebracht, als HMS Lucia in britischen Diensten, 1948 nach Panama verkauft, umbenannt in Sinai, 1951 abgebrochen |
| 20.01.1908 22.10.1908 | Frankenwald | Furness, Withy & Co, Hartlepool | 3898 BRT | ab 1908 im Mittelamerika-Dienst der Hapag, August 1914 in Bilbao, Juni 1919 an Frankreich ausgeliefert, umbenannt in Tadla, 1934 in die Türkei verkauft, umbenannt in Tari, 1967 abgebrochen |